# Gawriił Zujew
Gawriił Prokofjewicz Zujew (ros. Гавриил Прокофьевич Зуев, ur. 4 kwietnia?/17 kwietnia 1907 we wsi Sasykoli w obwodzie astrachańskim, zm. 4 marca 1974 w Królewcu) – radziecki lotnik wojskowy, pułkownik, Bohater Związku Radzieckiego (1943).

## Życiorys
Skończył 9 klas, od 1930 służył w Armii Czerwonej, w 1932 ukończył wojskową lotniczą szkołę pilotów w Engelsie, potem był szefem aeroklubu w Astrachaniu. Od 1939 należał do WKP(b). W lipcu 1942 ponownie powołany do armii, ukończył kursy dowódców kluczy, w październiku 1942 został skierowany na front, do marca 1943 wykonał 46 lotów bojowych, w walkach powietrznych strącił osobiście 6 i w grupie 2 samoloty wroga jako zastępca dowódcy eskadry 427 pułku lotnictwa myśliwskiego 292 Dywizji Lotnictwa Szturmowego 1 Korpusu Lotnictwa Szturmowego 3 Armii Powietrznej Frontu Kalinińskiego w stopniu kapitana. 27 lutego 1943 w walce powietrznej został trzykrotnie ranny, palił się w powietrzu. Po wojnie nadal służył w lotnictwie, w 1952 ukończył kursy oficerskie, dowodził pułkiem lotnictwa myśliwskiego, później dywizją, w 1957 zwolniono go do rezerwy w stopniu pułkownika.

## Odznaczenia
- Złota Gwiazda Bohatera Związku Radzieckiego (1 maja 1943)
- Order Lenina
- Order Czerwonego Sztandaru
- Order Wojny Ojczyźnianej I klasy
- Order Czerwonej Gwiazdy (dwukrotnie)

I medale.